# Майлат, Янош
Граф Янош (Иоганн) Майлат (венг. Mailáth János, János Graf Mailáth von Székhely; 5 октября 1786, Пешт, Габсбургская империя — 3 января 1855, Штарнбергское озеро) — венгерский писатель
, поэт, историк, переводчик. Член Королевской Баварской академии наук (1852).

## Биография
Венгр по национальности. Сын графа Йозефа Майлата, австрийского государственного министра. Получил сперва домашнее образование, затем изучал философию в Эгере и право в Дьёре. Состоял на государственной службе, однако тяжело больной глазным заболеванием, был вынужден уйти в отставку с государственной службы.
Занялся литературным трудом: писал стихи по-немецки, переводил и перерабатывал произведения венгерского фольклора. Оригинальный лирический писатель и поэт, редактор. С 1839 по 1848 год был редактором газеты Iris, в 1844 году — газеты Nemzeti Ujság в Пеште.
Проявил значительный талант. От издания венгерских народных песен, сказок и повестей и самостоятельного поэтического творчества перешёл к истории и написал два обширных труда: «История мадьяр» («Geschichte der Magyaren» (Вена, 1828—1831, 5 томов; русский перевод, 1852—1853) и «Geschichte des Österreichischen Kaiserstaats» (Гамбург, 5 томов, 1834—1850).
В его «Истории мадьяр» (русский перевод, 1851—1853 гг.)  имеются некоторые сведения о ранней истории евреев в Венгрии; как в своих исторических работах, так и в своей общественной деятельности он всегда выступал в пользу евреев. Одобрил провозглашенную в 1849 г. эмансипацию евреев, которой фактически последние не могли уже воспользоваться из-за падения венгерского свободного государства.
Проводил исторические исследования, переводил на немецкий язык венгерский фольклор.
Его большие исторические работы — компиляции, проникнутые патриотической и ультрамонтанской тенденциями. Ему принадлежат ещё несколько небольших исследований по мнемонике и животному магнетизму.
В революционные 1848/1849 годы был близок к консервативным силам. Весьма негативно охарактеризовал деятелей венгерской революции 1848 года, осуждал революцию, как мятеж против законных правителей. В начале 1850-х годов из-за плохого финансового положения Майлат переехал в Мюнхен. Там в 1852 году был принят в Королевскую Баварскую академию наук.
Осенью 1853 года герцог Максимилиан Баварский нанял Майлата для обучения его дочери Елизаветы Баварской, будущей императрицы Австрии. Граф Майлат, сумел пробудить в Елизавете интерес к национальным обычаям и традициям венгерского народа.
3 января 1855 года он вместе со своей незамужней дочерью Генриеттой под влиянием нужды покончил жизнь самоубийством на Штарнбергском озере. 4 января 1855 года их тела были найдены на мелководье недалеко от Аммерланда . Отец и дочь крепко связали себя большой тканью и набили одежду камнями.

## Избранная библиография
- Magyarische Gedichte, Cotta, Stuttgart 1825.
- Magyarische Sagen und Märchen, Traßler, Brünn 1825.
- Geschichte der Magyaren, 5 Bände, Tendler, Wien 1828—1831.
- Geschichte der Stadt Wien von der Gründung derselben bis 1830, Tendler, Wien 1832.
- Die Religionswirren in Ungarn, 2 Bände, Manz, Regensburg 1845.
- Geschichte des österreichischen Kaiserstaates, 5 Bände, Perthes, Hamburg 1834—1850.
- Gedrängte Geschichte des österreichischen Kaiserstaates bis auf die neueste Zeit, Meyer, Wien 1851.

- Эта статья (раздел) содержит текст, взятый (переведённый) из одиннадцатого издания «Британской энциклопедии», перешедшего в общественное достояние.